# Guvid mic din Delta Dunării
Guvidul mic din Delta Dunării sau guvidul pitic din Delta Dunării (Knipowitschia cameliae) este un pește mic din familia Gobiidae care trăiește pe funduri mâloase în ape salmastre. Este răspândit numai în România, unde a fost semnalat numai într-o singură lagună mică în apropiere de Portița, la sud de Delta Dunării, în complexul lagunar Golovița-Sinoe-Razelm (Complexul Razim-Sinoie). Este cel mai mic pește semnalat în Delta Dunării, cu o lungime ce nu depășește 3,2 cm. A fost descris pentru prima dată în 1994 de ihtiologii români Teodor T. Nalbant și Vasile Oțel ,  iar în anul următor nu a mai fost regăsit, deoarece în zonă au fost masive pesticizări contra țânțarilor, așa că acest guvid a dispărut. Este o specie pe cale de dispariție sau dispărută și figurează pe lista roșie a IUCN ca specie critic periclitată.